# Fae Farm
Fae Farm es un simulador de vida en una granja con elementos de juego de rol desarrollado y publicado por Phoenix Labs. Fue lanzado el 8 de septiembre de 2023 para Windows y Nintendo Switch.

## Gameplay
Después de naufragar en una isla, los jugadores son rescatados por el alcalde de una amigable comunidad agrícola y les entregan una granja sin usar. Además de cultivar, los jugadores pueden explorar el mundo, completar misiones, participar en combates en mazmorras, crear objetos y enamorarse de los demás aldeanos. Personalizar su casa con muebles que ellos mismos fabrican aumenta los atributos de los jugadores. El combate se puede evitar mediante pociones mágicas que vuelven invisibles a los personajes. Los personajes no mueren cuando se exponen a elementos extremos o sufren otros peligros; en cambio, regresan sanos y salvos a la ciudad y no sufren otras sanciones.  Admite hasta cuatro jugadores a través del modo multijugador cooperativo en línea o localmente a través de Nintendo Switch. 

## Desarrollo
El desarrollador Phoenix Labs tiene su sede en Vancouver, Canadá.  Lanzó Fae Farm para Windows y Switch el 8 de septiembre de 2023.  El primer DLC, Coasts of Croakia, se lanzó en diciembre de 2023. Es gratuito para los propietarios de la versión Deluxe o Switch. Agrega una nueva área para explorar y criaturas con las que puedes entablar amistad. 

## Recepción
Fae Farm recibió críticas positivas en Metacritic.   GamesRadar lo llamó "un simulador agrícola de bajo riesgo, inclusivo y sumamente acogedor". Elogiaron la falta de comodidad y comodidad, pero dijeron que "puede resultar demasiado frío para algunos".  El crítico RPGSite dijo que es "uno de mis juegos relajantes favoritos del año".  RPGFan dijo que "puede pasar de sentirse nuevo, fresco y pulido a un título de acceso anticipado que necesita algo de perfeccionamiento". En particular, no les gustó el sistema de combate, que consideraban demasiado básico, y dijeron que encontraron muchos errores. Expresaron su esperanza de que se convirtiera en "el próximo juego de referencia en el género de simulación agrícola" después de las actualizaciones posteriores al lanzamiento.  Aunque Nintendo Life dijo que la dinámica social no era impresionante y se sintió un poco abrumado por la gran cantidad de cosas que hacer, dijeron que es un "juego de agricultura hermoso y maravillosamente reflexivo que está repleto de detalles y encanto". 

## Premios y nominaciones
| Año  | Ceremonia                                 | Categoría              | Resultado | Ref.   |
| ---- | ----------------------------------------- | ---------------------- | --------- | ------ |
| 2024 | 27a edición anual de los premios D.I.C.E. | Juego familiar del año | Nominado  | [ 10 ] |